# 邯郸县
邯郸县，中国旧县名，始建制于战国时赵国，为河北省邯郸市原下辖县，是战国时赵国的国都，秦朝时设邯郸郡。2016年撤销。

## 历史

### 古代
“邯郸”一词最早出现在《春秋谷梁传》（“襄公二十七年：故出奔晋，织絇邯郸，终身不言卫。”）。古称邯（赵邯郸县。从邑，甘声。――《说文》。朱曰：“今直隶广平府邯郸县，甘地有邯山。”）
- 战国时，是战国时赵国的国都邯郸，《后汉书·光武纪》注：“邯，山名。郸，尽也。邯山至此而尽。城郭字皆从邑，因以名焉。”有三千年的历史。邯郸早在春秋时代已是列国争夺的重要城堡。先属卫，后归晋。自公元前386年赵国从中牟迁国都于邯郸，至秦灭赵，达158年之久。
- 秦灭赵，置邯郸郡。
- 西汉置赵国。邯郸至西汉末仍为全国五大都城之一，城区面积13.6平方公里，人口有15万之多；手工业、商业和冶铁铸造发达，有“冶铁都”之称。
- 三国后渐衰。三国时，曹操据邺（今临漳县），邺城开始崛起。
- 十六国时期的后赵、冉魏、前燕及北朝的东魏、北齐都在此建都。
- 隋朝初年，邺城被毁。
- 唐朝时期，境内的魏州逐渐崛起，改稱大名府，成为“河北重镇”、“畿辅八府之首”，
- 宋代又晋升为都城东京汴梁（今开封）的陪都，称“北京大名府”。北宋末年，因长期的战乱，逐渐衰落。
- 金改属邢洺路。
- 明清两代，邯郸县属广平府。

### 近现代
- 民国十七年，邯郸县直属河北省。
- 1938年，邯郸县抗日民主政府成立，属冀南区第三行政监察专员公署。
- 1939年，成立邯永肥县。同年底划出肥西区，复称邯郸县。
- 1941年，邯郸县隶属于晋冀鲁豫边区冀南区第十二专区。
- 1946年4月，邯郸市、邯郸县分置。
- 1949年8月，河北省人民政府成立，冀南第三专署改为河北省邯郸专员公署，邯郸县属邯郸专员公署。
- 1949年10月1日，邯郸县属邯郸专区。
- 1958月，撤销邯郸县，并入永年县。
- 1962年12月，复置邯郸县，仍属邯郸专区。
- 1968年，改邯郸专区为邯郸地区，邯郸县属之。
- 1978年，改邯郸地区为邯郸行政公署，邯郸县属之。
- 1983年，邯郸县并入邯郸市；1984年1月，邯郸市改为省辖市。
- 2016年9月，再次撤销邯郸县，将原邯郸县的沙河县的河沙镇镇、南堡乡、代召乡划归邯郸市邯山区管辖；将原邯郸县的尚壁县、南吕固乡、兼庄乡、三陵乡划归邯郸市丛台区管辖。将磁县的高臾镇、光禄镇、辛庄营乡、花官营乡、台城乡划归邯郸市邯山区管辖；将磁县的林坛镇、南城乡划归邯郸市复兴区管辖；将原永年县的南沿村镇、小西堡乡、姚寨乡划归邯郸市丛台区管辖。

## 行政区划
下辖：
河沙镇镇、南堡乡、代召乡、黄粱梦镇、南吕固乡、兼庄乡、三陵乡、户村镇、康庄乡和尚璧镇。

## 交通
- 309国道过境。

## 文化遗产
- 吕仙祠：河北省文物保护单位
- 紫山、葛山，昔有“紫山晚霞”、“葛山红叶”之名。

## 官方网站
- 邯郸县招商网 （页面存档备份，存于）